# Nationalbibliothek der Mongolei

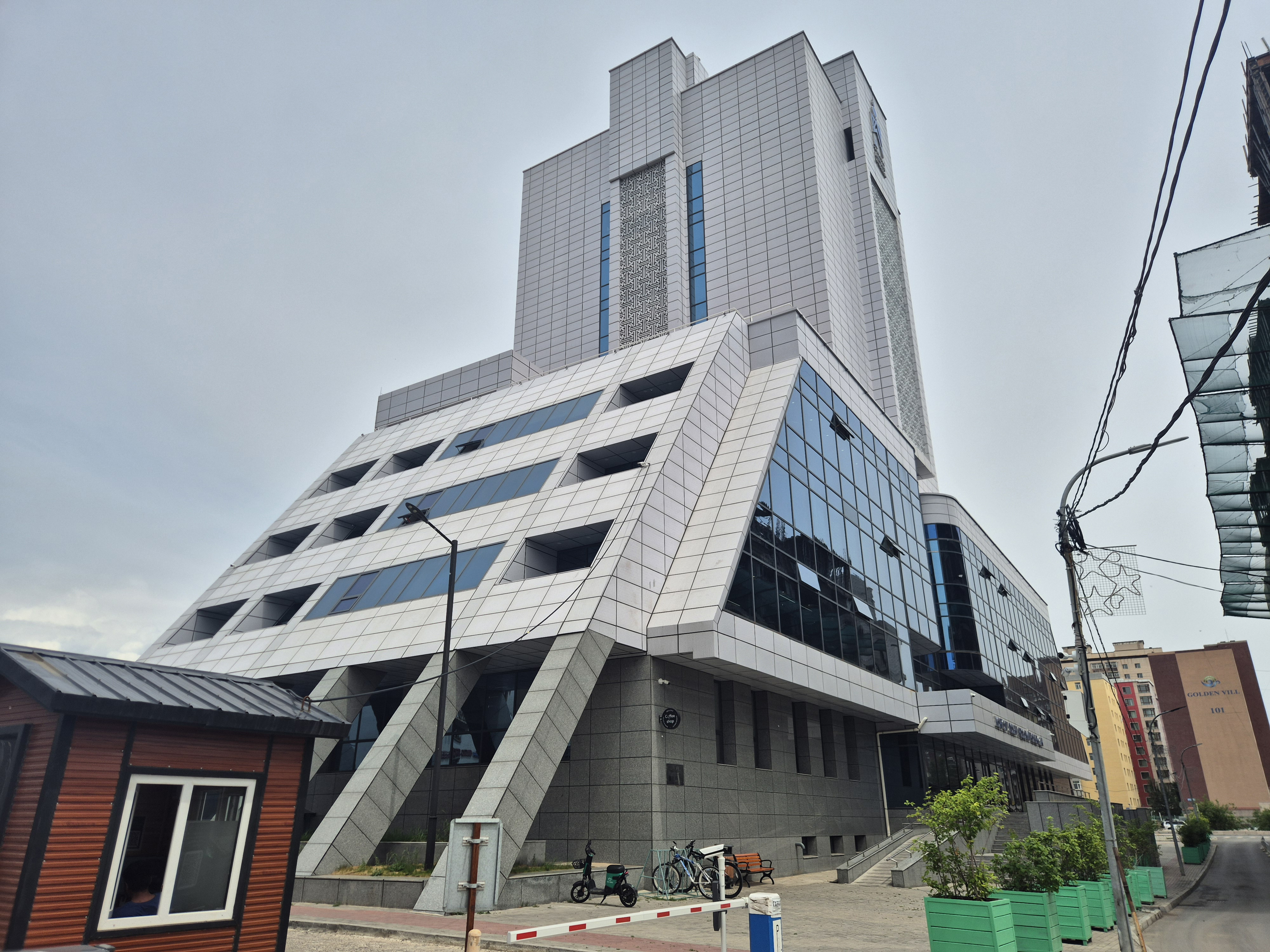
Das Gebäude der Nationalbibliothek der Mongolei

Die Nationalbibliothek der Mongolei (mongolisch ᠮᠣᠩᠭᠣᠯ ᠤᠯᠤᠰᠤᠨ ᠦᠨᠳᠦᠰᠦᠨᠦ ᠨᠣᠮᠤᠨ ᠰᠠᠩ Монгол улсын үндэсний номын сан Mongol ulsyn үndesni nomyn san; englisch Mongolian National Library) ist die Staatsbibliothek der Mongolei in Ulaanbaatar und die größte und älteste Bibliothek in der Mongolei. Sie besitzt über drei Millionen Bücher und Veröffentlichungen. Eine Million davon sind seltene und wertvolle Bücher, Sutren und Manuskripte. Einige davon sind die einzigen Exemplare alter buddhistischer Texte.

## Sammlung und Einrichtungen
Die Nationalbibliothek hat das Ziel „Manuskripte, Sutren, Dissertationen, sowie Bücher und Zeitschriften zu sammeln, die in der Mongolei erscheinen und bedeutende ausländische Werke und Zeitschriften; um eine Nationalbibliografie zu begründen; um Bibliotheksnutzer effizient mit den Materialien zu bedienen und andere Bibliotheken mit professionellen Methoden, Anleitung und Information zu unterstützen.“ Die Nationalbibliothek ist nicht nur die größte Bibliothek im Land, sondern auch das Zentrum für Methodologie, in dem die Regeln und Dokumente erstellte werden, die in den Bibliotheken des Landes angewendet werden. Sie entwickelt und veröffentlicht Publikationen, Richtlinien und Bibliographien und bietet Beratung für mehr als 1.500 öffentliche Bibliotheken des Landes.
Zu den seltenen und wertvollen Büchern gehört eine Sammlung historischer Materialien in Mongolisch, Mandschurisch, Tibetisch und Chinesisch. Außerdem verfügt sie über zeitgenössische Sammlungen in Deutsch, Japanisch und Koreanisch, die durch Organisationen und Spenden aus den jeweiligen Ländern begründet wurden, zusätzlich zu Mitteln der Soros Foundation, durch welche ein Englisch-Lernraum entstand, um Studenten auf ihre Language Proficiency Exams im Ausland vorzubereiten. Es gibt auch einen United Nations Depository Reading Room und zehn Computer für Internetzugang. Daneben verfügt die Nationalbibliothek über eine bedeutende Sammlung fotokopierter Piktogramme und alter Holzschnitt-Drucke.
Ein früherer Teilbereich der Nationalbibliothek ist der Children’s Book Palace in Ulaanbaatar. Er verfügt über eine Sammlung von mehr als 100.000 Büchern in Mongolisch, Englisch und Russisch, sowie drei Präsenzbibliotheken. Die Lesesäle tragen die Namen „Big Knowledge Man“, „Dream“ und „Education and Development“. Die Bibliothek erhält Unterstützung von internationalen Organisationen wie der Soros Foundation und der Asian Development Bank.

### „Ardyn Elch“ – Mobile Bibliothek
Die Mobile Bibliothek (Ardyn Elch – „Botschafter für das Volk“) wurde 2011 in Zusammenarbeit mit dem Ministerium für Bildung, Kultur und Wissenschaft, der Weltbank und dem Rural Education and Development Project gegründet. Die mobile Bibliothek bringt Bücher zu Nomaden in abgelegenen Gebieten, Bewohnern in Jurten-Siedlungen am Rande von Ulaanbaatar, dem Militär, Gefangenen, Behinderten, Pensionären und Kindern, die keine Schule besuchen können.

### Buch-Museum
Die Nationalbibliothek ist im Besitz umfangreicher buddhistischer kanonischer Texte: Kanjur mit 108 Bänden und Tanjur, ein erklärendes Wörterbuch der Lehren Buddhas (226 Bände) und 1260 Titel des indischen Tripitaka. Die Bibliothek besitzt 10 verschiedene Editionen das Kanjur: Nartan Edition Kanjur (102 Bde.), Derge Edition Kanjur (100 Bde.), Khuree Printed Kanjur (105 Bde.), Mongolian Dust Paint Printed Kanjur (108 Bde.), Mongolian Manuscript Kanjur (76 Bde.), Golden Kanjur (101 Bde.), Silver Kanjur (102 Bde.) und ein 'Kanjur geschrieben mit 9 Edelsteinen'. Das letztere ist die einzige Kopie weltweit.

## Geschichte

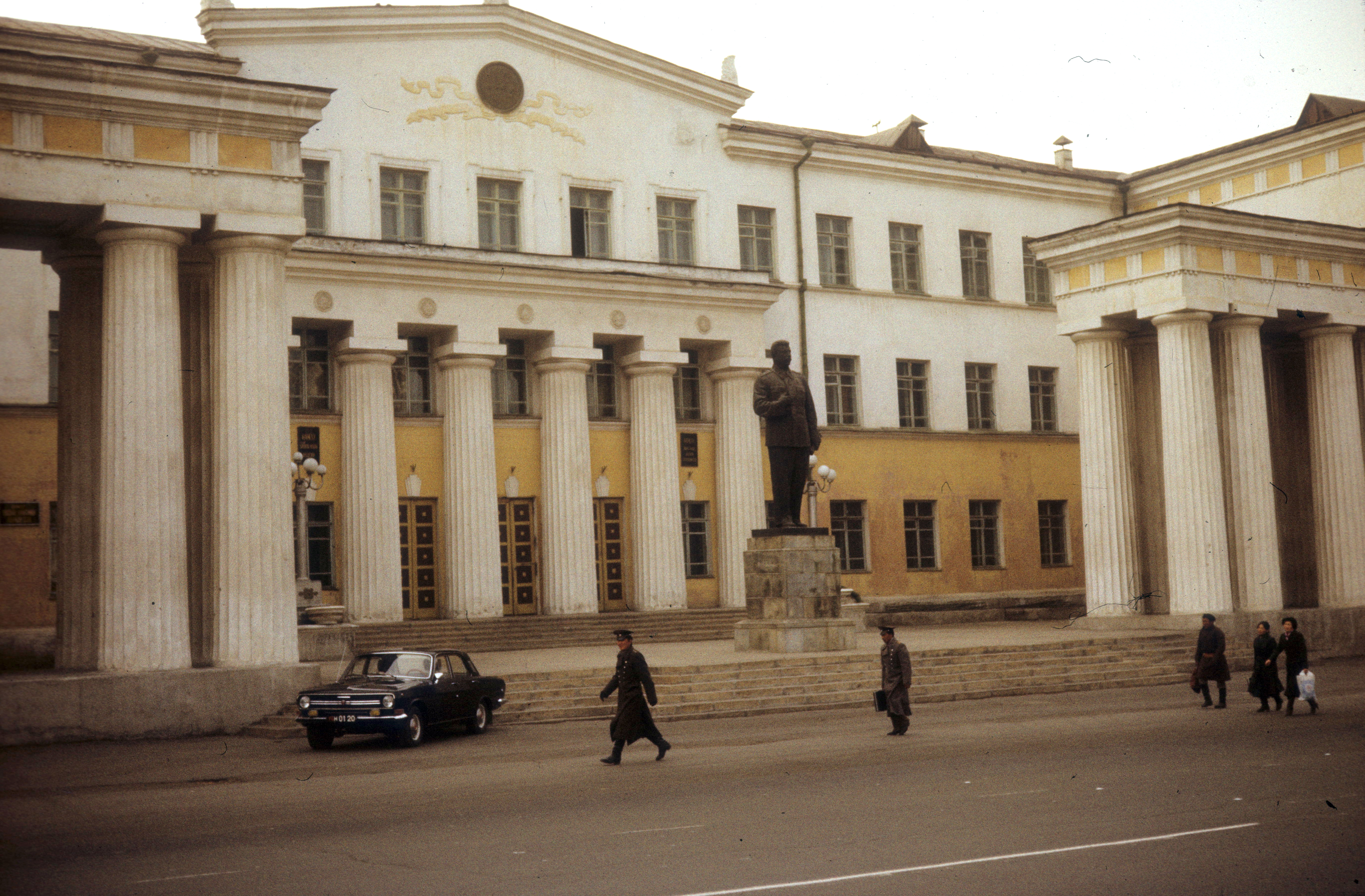
Historisches Foto der Bibliothek von 1971, mit der Statue von Stalin

Die Nationalbibliothek wurde offiziell am 19. November 1921 unter der Leitung des Wissenschafts-Committees der Mongolei gegründet. Die Entscheidung wurde beim 24. Treffen der Regierung, gerade einmal vier Monate nach der Revolution in der Äußeren Mongolei 1921 (Ардын хувьсгал) im Juli getroffen. Ursprünglich wurde sie als Institut für Sutra und Schriften bezeichnet und die ursprüngliche Sammlung enthielt gerade einmal 2.000 Bücher, die von dem berühmten mongolischen Gelehrten Tseven gespendet wurden.
Bibliothekare und Gelehrte wurden aus der Sowjetunion geholt, um 1924 den ersten Bücheraustausch mit den größten Bibliotheken von Moskau und Leningrad zu organisieren und sowjetische Bibliographen initiierten die erste retrospektive Sammlung „Bibliographical Index of Mongolian books“ (Библиографического указателя монгольских книг).
Der erste Lesesaal der Bibliothek eröffnete am 24. November 1923. Vor dem Zweiten Weltkrieg arbeitete die mongolische Bibliothek ausschließlich mit sowjetischen Bibliotheken zusammen. In den späten 1940ern begann auch ein Austausch mit Bibliotheken anderer Länder, zuerst mit Ländern des Ostblocks wie Ungarn (1948), ab 1963 mit Bibliotheken in Bulgarien. Bereits 1965 arbeitete die Bibliothek mit Bibliotheken in 26 Ländern zusammen, und nutzte die Bestände von 49 Bibliotheken. Heute gibt es ein Austauschprogramm mit 100 Bibliotheken in 70 Ländern.
1963 wurde die „Halle der Wissenschaftlichen Literatur“ eröffnet. Um die alten Texte in mongolischer Schrift für die Forschung besser zugänglich zu machen, wurde 1981 ein Museum für seltene und wertvolle Bücher gegründet. Die Bibliothek wurde 1991 ein Mitglied der International Federation of Library Associations and Institutions (IFLA) und betreibt gegenwärtig eine Buch-Austauschprogramm mit über 100 Bibliotheken in 70 Ländern. 2005 begründete die Bibliothek einen türkischsprachigen Lesesaal mit 1600 Publikationen.
Im Februar 1990 befahl das Politbüro der Mongolischen Revolutionären Volkspartei die Entfernung der Stalin-Statue vor der Bibliothek in einer ihrer ersten Zugeständnisse gegenüber pro-demokratischen Demonstrationen, die zur Demokratischen Revolution von 1990 (Ардчилсан хувьсгал) führten. 2004 wurde der Schriftsteller und Journalist Gotovyn Akim zum Generaldirektor der Bibliothek ernannt. Auf seinen Vorschlag hin wurde die Statue von Bjambyn Rintschen, einem Übersetzer, Wissenschaftler, Linguisten und prominenten modernen mongolischen Literaten, zum 100. Jahrestag seiner Geburt vor der Bibliothek aufgestellt.